# カール・アウグスト・フォン・ザクセン＝ヴァイマル＝アイゼナハ (1912-1988)
カール・アウグスト・フォン・ザクセン＝ヴァイマル＝アイゼナハ（ドイツ語: Karl August von Sachsen-Weimar-Eisenach, 1912年7月28日 - 1988年10月14日）は、ザクセン大公国の大公世子（Erbgroßherzog）、ザクセン大公家家長（1923年 - 1988年）。

## 生涯
ザクセン大公ヴィルヘルム・エルンストとその2番目の妻でザクセン＝マイニンゲン公子フリードリヒの長女であるフェオドラの間の長男（第2子）として、マルクシュール（現在のテューリンゲン州ヴァルトブルク郡）のヴィルヘルムスタール城で生まれた。1918年のドイツ革命に伴う君主制の廃止により、大公世子の身分を失った。1923年、父の死によりわずか12歳で大公家の家督を継いだ。第二次世界大戦中は国防軍の戦車部隊所属の士官として従軍した。
1944年10月14日にヴァルトブルク城において、エリーザベト・フォン・ヴァンゲンハイム＝ヴィンターシュタイン男爵夫人（Elisabeth Freiin von Wangenheim-Winterstein, 1912年 - 2010年）と結婚した。夫妻は妻方の所有するベーリンゲン城に居を構えたが、翌1945年の春に赤軍の侵攻を逃れて西ドイツに亡命した。1988年、ボーデン湖畔の小村シャイネン（現在のバーデン＝ヴュルテンベルク州コンスタンツ郡エーニンゲンの一部）で死去した。

## 子女
妻エリーザベトとの間に1男2女をもうけた。
- エリーザベト・ゾフィー・フェオドラ・マティルデ・ドロテア・ルイーゼ・アデライーデ・ヴェラ・レナーテ（1945年 - ） - 1981年、ミンダルト・ディーデリク・デ・カントと結婚（1983年離婚）
- ミヒャエル・ベネディクト・ゲオルク・ヨープスト・カール・アレクサンダー・ベルンハルト・クラウス・フリードリヒ（1946年 - ） - ザクセン大公家家長
- ベアトリーツェ・マリア・マルガレータ・ドロテア・フェリーツィタス・ヴィルギニエ（1948年 - ） - 1977年、マーティン・チャールズ・デビッドソンと結婚